# Ameridelphia
 (mars 2024).
Super-ordre
Ameridelphia est traditionnellement un super-ordre qui regroupe tous les marsupiaux qui vivent ou ont vécu en Amérique, à l'exception de Dromiciops gliroides.

## Ordres et familles
Les ordres et les familles de ce super-ordre sont énumérés ci-dessous:
- Ordre Didelphimorphia (93 espèces)
  - Famille Didelphidae
- Ordre Paucituberculata (6 espèces)
  - Famille Caenolestidae